# Fosse no 7 des mines de Marles
La fosse no 7 de la Compagnie des mines de Marles est un ancien charbonnage du Bassin minier du Nord-Pas-de-Calais, situé à Auchel. Ce puits d'aérage des fosses nos 3 - 3 bis et 4 - 4 bis est commencé le 13 septembre 1907 et opérationnel en 1912. Elle cesse d'aérer la fosse no 4 - 4 bis en mai 1930. En 1925, la Compagnie de Marles rachète celle de Ferfay, et en 1932, le puits no 7 assure l'aérage de la fosse no 4 - 4 bis des mines de Ferfay devenue la fosse no 7 bis - 7 ter.
La Compagnie des mines de Marles est nationalisée en 1946, et intègre le Groupe d'Auchel. La fosse no 7 bis - 7 ter cesse d'extraire le 28 août 1950, le puits d'aérage no 7 n'a plus d'utilité, il est remblayé en 1952. Les installations sont ensuite détruites.
Au début du XXIe siècle, Charbonnages de France matérialise la tête de puits no 7.

## La fosse

### Fonçage
Le puits d'aérage no 7 est commencé le 13 septembre 1907 à Auchel. Il est destiné à assurer l'aérage des fosses nos 3 - 3 bis et 4 - 4 bis, respectivement situées à 1 225 mètres à l'est-nord-est et à 1 400 mètres au nord-nord-ouest.
L'orifice du puits est situé à l'altitude de 98 mètres, et le terrain houiller est atteint à la profondeur de 148,80 mètres,.

### Exploitation
La fosse est fonctionnelle en 1912. La Compagnie de Marles rachète celle de Ferfay en 1925. La fosse no 7 assure le retour d'air pour la fosse no 4 - 4 bis des mines de Marles jusqu'en mai 1930. La fosse no 4 - 4 bis des mines de Ferfay devient la fosse no 7 bis - 7 ter, la fosse no 7 assure son aérage à partir de 1932, cette dernière est sise à 1 365 mètres à l'est-sud-est de la fosse de Cauchy-à-la-Tour.
La Compagnie des mines de Marles est nationalisée en 1946, et intègre le Groupe d'Auchel. Les puits nos 7, 7 bis et 7 ter sont alors respectivement entrée d’air, retour d’air et puits d'extraction. L'extraction cesse le 28 août 1950 à la fosse no 7 bis - 7 ter, l'aérage cesse dont à la même date pour le puits no 7, et ses 619 mètres de profondeur sont remblayés en 1952.

### Reconversion
Au début du XXIe siècle, Charbonnages de France matérialise la tête de puits. Le BRGM y effectue des inspections chaque année. Il ne reste plus rien de la fosse.